# Noko
Noko – polski zespół wykonujący muzykę z pogranicza rocka i heavy metalu. Powstał w 2004 roku w Warszawie z inicjatywy gitarzysty Michała Perkowskiego i perkusisty Tomasza Radomskiego.
W 2011 roku formacja wystąpiła w pierwszej edycji talent show telewizji Polsat Must Be the Music. Tylko muzyka, gdzie dotarł do finału. 4 czerwca 2012 roku nakładem wytwórni muzycznej Metal Mind Productions ukazał się debiutancki album zespołu zatytułowany Noko. W ramach promocji do pochodzącej z płyty piosenki "Bad Thoughts" został zrealizowany teledysk.

## Muzycy
Obecny skład zespołu:
- Michał "Jurgen" Jaroszewicz – śpiew
- Michał "Mały" Perkowski – gitara
- Sebastian "Czukcz" Miecznik – gitara
- Łukasz "Czarny" Przygodziński – gitara basowa
- Tomasz "Radom" Radomski – perkusja

Byli członkowie zespołu:
- Michał "Majk" Zybert – gitara basowa

## Dyskografia
- Noko (4 czerwca 2012)